# Errol Crossan
Errol Crossan (Montreal, 6 de octubre de 1930-Langley, 23 de abril de 2016) fue un futbolista canadiense que jugaba en la demarcación de extremo derecho.

## Biografía
Tras jugar en el New Westminster Royals de Canadá, en 1954 fichó por el Manchester City FC en enero de 1954, aunque no llegó a jugar ningún partido con el club. Posteriormente jugó para el Gillingham FC, Southend United FC y para el Norwich City FC, con el que tuvo una participación significativa en la FA Cup de 1959, donde llegó a las semifinales tras eliminar al Manchester United FC. Tras jugar en el Leyton Orient FC fichó por el Toronto City, donde acabó su carrera deportiva.
Crossan fue admitido en el Salón de la Fama del fútbol canadiense en el año 2000, al igual que en el del Norwich City en el año 2002.
Falleció el 23 de abril de 2016 en Langley a los 85 años de edad.

## Clubes
| Club               | País       | Año         | Partidos | Goles |
| ------------------ | ---------- | ----------- | -------- | ----- |
| Manchester City FC | Inglaterra | 1954 - 1955 | 0        | 0     |
| Gillingham FC      | Inglaterra | 1955 - 1957 | 76       | 16    |
| Southend United FC | Inglaterra | 1957 - 1958 | 40       | 11    |
| Norwich City FC    | Inglaterra | 1958 - 1961 | 102      | 28    |
| Leyton Orient FC   | Inglaterra | 1961        | 8        | 2     |
| Toronto City       | Canadá     | 1961        |          |       |